# Cardepia albipicta
Cardepia albipicta là một loài bướm đêm trong họ Noctuidae.